# Tribunal d'honneur
Pour les articles homonymes, voir Tribunal d'honneur (roman) et Tribunal d'honneur (film).
Un tribunal d’honneur est une juridiction informelle permettant de faire juger par des pairs une atteinte aux usages, à l’étiquette, à l’honneur ou à la morale.

Afin de mettre fin aux duels, des armées ont créés des tribunaux d'honneur chargés de régler les questions de cet ordre entre officiers, pour autant qu'elles ne relèvent pas de tribunaux ordinaires. Les premiers tribunaux d'honneur (parfois appelés conseils d'honneur) ont été mis en place au XIXe siècle en Allemagne et en Russie. Des tribunaux d'honneur seront maintenus au sein des associations d'anciens officiers russes de l'armée impériales après la révolution d'Octobre.

Une loi de 1841 avait interdit les duels en Belgique. La loi n'étant pas toujours respectée, un arrêté royal de 1889 créera les conseils d'honneur (équivalents à des tribunaux d'honneur) pour les officiers. Leur compétence était strictement limitée à des faits ne ressortissant pas directement aux lois pénales ou au règlement militaire. Ils seront abolis par un arrêté-royal du 11 août 1994.

## Exemple illustratif
À titre d'exemple, le Conseil de presse du Québec juge des violations des normes de pratique journalistique par des journalistes ou des entreprises de presse, mais il n'a pas le pouvoir d'imposer de véritables sanctions déontologiques parce que les journalistes ne sont pas une profession réglementée par le Code des professions et ils n'ont pas d'ordre professionnel. Le Conseil de presse du Québec n'est pas un tribunal étatique et il est financé par les médias eux-mêmes et par le gouvernement.